# 영진사이버대학교
영진사이버대학교(永進사이버大學校, Yeungin Cyber College)는 대한민국 대구광역시 북구의 사립 사이버대학이다.

## 연혁
- 2001년 11월 10일 교육부 정규 2년제 사이버대학 전문학사과정 설치인가.
- 2002년 3월 4일 영진사이버대학교 개교. 초대 학장 최달곤 박사 취임.
- 2002년 5월 3일 육군본부와 학·군 제휴 협약 체결.
- 2002년 10월 1일 학과 신설(컴퓨터공학계열, 사회복지학과).
- 2002년 11월 18일 영·호남 사이버대학 학술교류 협정 체결.
- 2021년 11월 12일 현대제철㈜ 산업체위탁 교육협약 체결.
- 2022년 1월 19일 대구 서문시장상가연합회 산업체위탁 교육협약 체결.
- 2022년 2월 12일 2021학년도 전기 학위수여식(졸업생 1,580명, 총 졸업생 21,741명).
- 2022년 3월 10일 재취업 온라인 사관학교, 영진사이버대학교 상표 출현 등록
- 2022년 6월 17일 ㈜에스텍시스템 산업체위탁 교육협약 체결.
- 2022년 8월 20일 2021학년도 후기 학위수여식(졸업생 299명, 총 졸업생 22,040명).
- 2022년 8월 30일 재취업 사관학교, 영진사이버대학교 상표 출현 등록.
- 2022년 11월 4일 ㈜아진엑스텍 산업체위탁 교육협약 체결.
- 2023년 2월 11일 2022학년도 전기 학위수여식(졸업생 1,499명, 총 졸업생 23,539명).
- 2023년 2월 16일 씨디씨뉴매틱 산업체 위탁교육 협약.
- 2023년 3월 7일 대구 리조트 스파밸리 교육협력 협약.
- 2023년 5월 10일 대구여성인력개발센터 교육 협약.

## 교육편제
영진사이버대학교는 전문학사 과정 사이버대학으로, 단과대학을 설치하지 않는다. 아래는 2024년 기준 학과.
- 사회복지계열
  - 사회복지전공
  - 사회복지상담전공
- 컴퓨터정보통신학과
- 메카트로닉스학과
- 산업경영학과
- 부동산재테크학과(부동산학과)
- 노인복지학과
- 실용영어융합학과(글로벌실용영어학과)
- 상담심리학과
- 재활복지공학과(재활상담복지학과)
- 뷰티케어학과
- 아동복지학과

## 같이 보기
- 영진전문대학교